# Mitch Leigh
Mitch Leigh   (Brooklyn, 30 de gener de 1928 - Manhattan, 16 de març de 2014) va ser un compositor de teatre musical nord-americà i el productor teatral, més conegut pel musical Man of La Mancha.
Leigh va néixer a Brooklyn, Nova York sota el nom Irwin Michnick. Es va graduar de Yale en 1951 amb un grau Bachelor en Música, i el 1952 va rebre el seu Màster de Música sota la tutela de Paul Hindemith.
Va començar la seva carrera com a músic de jazz, i escrivint anuncis per la ràdio i televisió. El 1955 un LP poc conegut de l'enregistrament de Jean Shepherd Into the Un known with Jazz Music ("Jean Shepherd cap al desconegut amb música de Jazz) va ser produït amb Leigh escrivint la música els interludis de jazz entre les improvisacions de ràdio de Jean Shepherd. el 1965 Leigh va fer equip amb el lletrista Joe Darion i l'escriptor Dale Wasserman per escriure un musical basat l'obra per a televisió de Wasserman "Jo, Don Quixot" de 1959. l'espectacle resultant, el musical anomenat L'home de la Manxa es va estrenar a Broadway el 1965 i en la seva temporada original va arribar 2,328 representacions.
El següent espectacle de Leigh va ser Chu Chem. Aquest va seguir a L'home de la Manxa per un any, però va tancar durant la seva gira. Va ser produït per Leigh, va debutar a Broadway el 1989 i va tenir 68 representacions.
Cry for Us All, basat en l'obra, La cabra d'Hogan, va debutar a Broadway el 1970 però només va ser presentada a 9 vegades. Leigh va ser el seu productor i compositor. El seu següent musical va ser Home Sweet Homer, protagonitzat per Yul Brynner, el qual va debutar a Broadway oficialment el gener de 1976 però va ser cancel·lat després que una sola representació. Leigh també va produir i va compondre la música de Saravá la qual es va presentar en 101 funcions en 1979. Leigh també va produir i va dirigir la nova versió de The King and I (El rei i jo el 1985, protagonitzada per Yul Brynner. Lee Adams li va demanar a Leigh col·laborar en un musical, titulat Mike sobre la biografia del productor Mike Todd, però va tancar durant les seves proves prèvies a Broadway el 1988. Després de rebatejar aquesta obra com Is not Broadway Grand !, l'espectacle va arribar a Broadway, però va ser cancel·lat després de 25 funcions en 1993.
Leigh també va escriure el musical Halloween amb Sidney Michaels, i fins i tot amb les actuacions de Barbara Cuiner i José Ferrer, mai va arribar a Broadway.
També va compondre el jingle: "Nobody Doesnt 'Like Sara Lee".
 Va establir la "Music Makers Inc." en 1957 com a casa de producció per ràdio i televisió comercial i va ser el seu director creativo. També va compondre la música instrumental per al logotip de color d'ABC (1962-1965) i el tema de Benson Hedges "The Dis-Advantages Of You", el qual va arribar al Top 40 per a "the Brass Ring" el 1967.
El 1977, Leigh i altres a l'escola de Música de Yale van establir la beca "Keith Wilson" que seria atorgada a "un estudiant excepcional que toqui algun instrument de vent."
Un edifici a l'Escola de Música de la Universitat Yale va ser anomenat "Sala Abby i Mitch Leigh" en 2001.
Leigh va ocupar un lloc en jazz a la Universitat Yale, la "Willie Ruff Chair in Jazz", en 2006.
Leigh va morir a Manhattan el 16 de març de a 2014 per causes naturals a l'edat de 86 anys.

## Premis
Leigh va guanyar un Premi Tony per compondre la música per a L'home de la Manxa. També va ser nominat per a un Premi Tony com el director de la nova versió de The King and I.
Va rebre el Premi de Clàssics Contemporanis del Saló de la Fama d'Compositors per la seva cançó "The Impossible Dream" ("El Somni Impossible").